# Chochołów (województwo małopolskie)

Herb wsi Chochołów

Chochołów – wieś w Polsce położona w województwie małopolskim, w powiecie nowotarskim, w gminie Czarny Dunajec.

## Położenie
Miejscowość znajduje się w dolinie Czarnego Dunajca, w dwóch mezoregionach geograficznych; Orawicko-Witowskie Wierchy (na lewym brzegu Czarnego Dunajca) i Pogórze Gubałowskie (na prawym brzegu). Ma zwartą zabudowę; wszystkie domy zlokalizowane są na prawym brzegu Dunajca, wzdłuż drogi z Zakopanego przez Chochołów do Czarnego Dunajca, w dolnej części Chochołowa znajdują się na prawym brzegu Czarnego Dunajca, w górnej na lewym. Wzdłuż drogi tej płynie jeszcze równolegle do Czarnego Dunajca jego boczna struga Młynówka. Po zachodniej stronie Chochołów graniczy z miejscowością Sucha Góra na Słowacji. Od wschodu grzbiet Cyrhlicy oddziela Chochołów od miejscowości Ciche.
W latach 1954–1972 wieś należała i była siedzibą władz gromady Chochołów.

## Opis miejscowości
Chochołów został lokowany w 1592 r. Był wsią królewską, położoną w powiecie sądeckim województwa krakowskiego, należał do tenuty nowotarskiej. W 1619 r. na terenach pastwisk chochołowian, znajdujących się powyżej wsi w dolinach Czarnego Dunajca i Dzianiskiego Potoku, została lokowana wieś Dzianisz.
W okresie międzywojennym w miejscowości stacjonowała placówka Straży Granicznej I linii „Chochołów”.
Do 1954 roku istniała gmina Chochołów. W latach 1975–1998 miejscowość administracyjnie należała do województwa nowosądeckiego.
Chochołów to wieś składająca się prawie w całości z oryginalnych chałup góralskich. Do miejscowej tradycji należy mycie ich z zewnątrz wodą z mydłem dwa razy do roku, na Wielkanoc i Boże Ciało.
10 grudnia 1762 r. biskup krakowski Franciszek Podkański utworzył w Chochołowie filię parafii w Czarnym Dunajcu. Samodzielna parafia pw. św. Jacka została utworzona w 1817 r. Do parafii oprócz Chochołowa należały wioski: Ciche, Dzianisz, Witów, Zakopane i Koniówka.
Wieś Chochołów zasłynęła w historii z powstania chochołowskiego w 1846 roku, przeciw Austriakom. Na czele jego stał miejscowy organista i nauczyciel Jan Andrusikiewicz. Górale rozbroili straż skarbową. Austriacy podburzyli przeciw nim chłopów z Czarnego Dunajca. W walce Andrusikiewicz został ciężko ranny. Pozbawieni kierownictwa górale poddali się. Ponad stu uwięziono.
W 1853 r. rozpoczęto budowę nowego murowanego kościoła w Chochołowie według projektu Feliksa Księżarskiego. Inicjatorem przedsięwzięcia był pochodzący z Chochołowa ksiądz Wojciech Blaszyński, który będąc proboszczem w Sidzinie cały czas kierował pracami budowy kościoła oraz zabezpieczał potrzebne środki materialne. Budowę chochołowskiego kościoła ukończono w 1873 r., już po śmierci ks. Blaszyńskiego. Konsekracji kościoła dokonał ks. kardynał Albin Dunajewski w dniu 29 lipca 1886 r.
W Chochołowie do 21 grudnia 2007 r. funkcjonowało polsko-słowackie przejście graniczne Chochołów – Suchá Hora.
W październiku 2018 r. w miejscowości zostało otwarte Centrum Dziedzictwa Przyrodniczego – Muzeum Torfowisk. Mieści się ono w zabytkowym, drewnianym budynku z przełomu XVIII i XIX w., w którym poprzednio mieścił się Ośrodek Zdrowia. Interaktywna ekspozycja zaznajamia z powstawaniem i znaczeniem torfowisk, związane z nimi florę i faunę oraz wykorzystaniem torfu.

## Pochodzący z Chochołowa
- Wojciech Blaszyński (1806–1866) – ksiądz rzymskokatolicki, proboszcz w Sidzinie. Prekursor ewangelizacji poprzez osoby świeckie, budowniczy kościoła w Chochołowie[13].
- Stanisław Frączysty (1917–2009) – legendarny kurier tatrzański na szlaku Chochołów-Budapeszt, żołnierz AK. W 1941 r. przeprowadził z Węgier do Polski marszałka Edwarda Rydza-Śmigłego. Więzień niemieckich obozów Auschwitz i Buchenwald[14].
- Aniela Stanek (ur. 1934) – artystka ludowa malująca na szkle[15]
- Robert Mateja (ur. 1972) – skoczek narciarski[16].
- Joanna Szwab (ur. 1997) – skoczkini narciarska, pierwsza w historii Polka, która stała na podium Pucharu Kontynentalnego, mistrzyni Polski na Małej Krokwi[17].

## Szlaki turystyczne
pieszy i rowerowy: Chochołów – Ostrysz – Tominów Wierch – Trzy Kopce – Gruszków Wierch – Słodyczki – Pałkówka – Gubałówka

## Kąpieliska geotermalne
W 2016 otwarto jeden z największych kompleksów basenów termalnych na Podhalu – Termy Chochołowskie.

## Dom Regionalny „Tradycja” w Chochołowie
W Chochołowie znajduje się Dom Regionalny „Tradycja”, założony przez Annę Nędzę-Kubiniec, etnolożkę i regionalistkę z Kościeliska. Znajdują się w nim wiernie odtworzone wnętrza podhalańskich izb – białej i czarnej – wyposażone w eksponaty ukazujące codzienne życie górali.  